# Bretteville-du-Grand-Caux
Bretteville-du-Grand-Caux és un municipi francès situat al departament del Sena Marítim i a la regió de Normandia. L'any 2007 tenia 1.267 habitants.

## Demografia

### Població
El 2007 la població de fet de Bretteville-du-Grand-Caux era de 1.267 persones. Hi havia 447 famílies de les quals 87 eren unipersonals (36 homes vivint sols i 51 dones vivint soles), 126 parelles sense fills, 202 parelles amb fills i 32 famílies monoparentals amb fills.
La població ha evolucionat segons el següent gràfic:
Habitants censats

### Habitatges
El 2007 hi havia 519 habitatges, 461 eren l'habitatge principal de la família, 42 eren segones residències i 16 estaven desocupats. 491 eren cases i 16 eren apartaments. Dels 461 habitatges principals, 372 estaven ocupats pels seus propietaris, 86 estaven llogats i ocupats pels llogaters i 3 estaven cedits a títol gratuït; 5 tenien una cambra, 22 en tenien dues, 57 en tenien tres, 134 en tenien quatre i 243 en tenien cinc o més. 369 habitatges disposaven pel capbaix d'una plaça de pàrquing. A 164 habitatges hi havia un automòbil i a 256 n'hi havia dos o més.

### Piràmide de població
La piràmide de població per edats i sexe el 2009 era:
| Homes | Edats   | Dones |
| ----- | ------- | ----- |
| 0     | 95 o +  | 4     |
| 0     | 90 a 94 | 8     |
| 4     | 85 a 89 | 0     |
| 8     | 80 a 84 | 8     |
| 4     | 75 a 79 | 24    |
| 28    | 70 a 74 | 8     |
| 28    | 65 a 69 | 40    |
| 24    | 60 a 64 | 20    |
| 24    | 55 a 59 | 28    |
| 44    | 50 a 54 | 32    |
| 60    | 45 a 49 | 40    |
| 24    | 40 a 44 | 32    |
| 76    | 35 a 39 | 48    |
| 32    | 30 a 34 | 48    |
| 20    | 25 a 29 | 40    |
| 24    | 20 a 24 | 24    |
| 36    | 15 a 19 | 56    |
| 32    | 10 a 14 | 44    |
| 64    | 5 a 9   | 52    |
| 56    | 0 a 4   | 24    |

## Economia
El 2007 la població en edat de treballar era de 796 persones, 590 eren actives i 206 eren inactives. De les 590 persones actives 551 estaven ocupades (300 homes i 251 dones) i 39 estaven aturades (16 homes i 23 dones). De les 206 persones inactives 80 estaven jubilades, 63 estaven estudiant i 63 estaven classificades com a «altres inactius».

### Ingressos
El 2009 a Bretteville-du-Grand-Caux hi havia 470 unitats fiscals que integraven 1.313 persones, la mediana anual d'ingressos fiscals per persona era de 18.323 €.

### Activitats econòmiques
Dels 70 establiments que hi havia el 2007, 3 eren d'empreses extractives, 4 d'empreses alimentàries, 1 d'una empresa de fabricació de material elèctric, 2 d'empreses de fabricació d'altres productes industrials, 8 d'empreses de construcció, 15 d'empreses de comerç i reparació d'automòbils, 3 d'empreses de transport, 3 d'empreses d'hostatgeria i restauració, 3 d'empreses financeres, 3 d'empreses immobiliàries, 13 d'empreses de serveis, 9 d'entitats de l'administració pública i 3 d'empreses classificades com a «altres activitats de serveis».
Dels 19 establiments de servei als particulars que hi havia el 2009, 2 eren tallers de reparació d'automòbils i de material agrícola, 1 taller d'inspecció tècnica de vehicles, 1 autoescola, 2 paletes, 3 fusteries, 1 lampisteria, 1 electricista, 2 perruqueries, 5 veterinaris i 1 restaurant.
Dels 6 establiments comercials que hi havia el 2009, 1 era una botiga de més de 120 m², 3 fleques i 2 carnisseries.
L'any 2000 a Bretteville-du-Grand-Caux hi havia 23 explotacions agrícoles que ocupaven un total de 1.080 hectàrees.

## Equipaments sanitaris i escolars
El 2009 hi havia una escola elemental.

## Poblacions més properes
El següent diagrama mostra les poblacions més properes.